# Tyholttårnet
La Tyholttårnet (ou tour de Tyholt) est une tour de Trondheim (Norvège), culminant à 124 mètres. Elle comprend une antenne émettrice de radio et un restaurant panoramique tournant.
La tour a été construite en 1985 dans le quartier de Tyholt, à l'est du centre-ville. Le restaurant, situé à 80 mètres de hauteur, tourne à la vitesse d'un tour par heure.

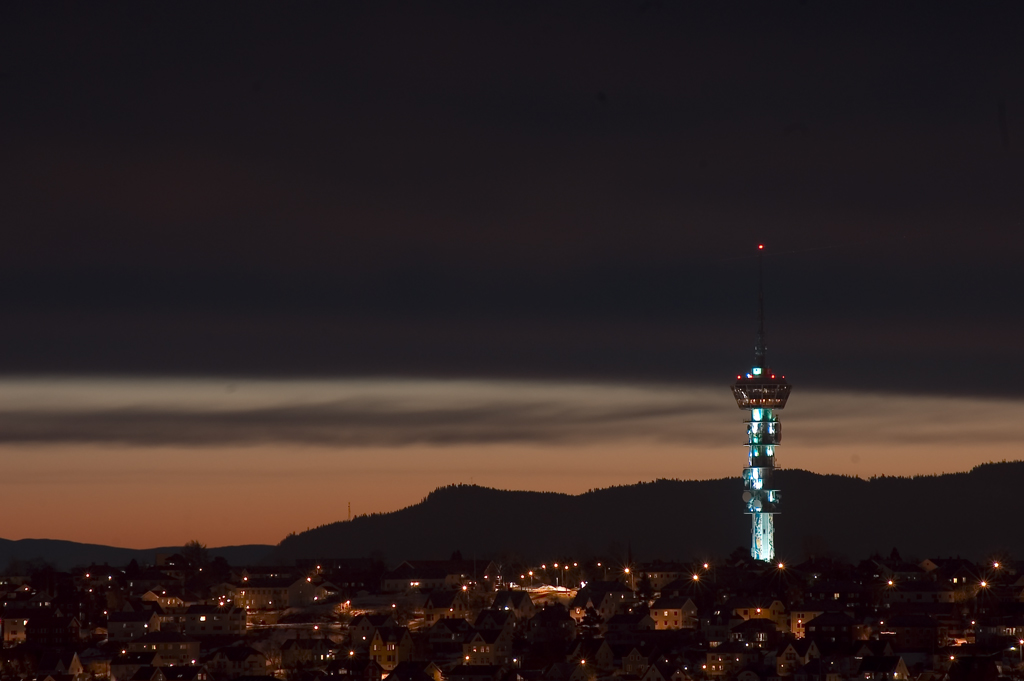
La Tyholttårnet de nuit.
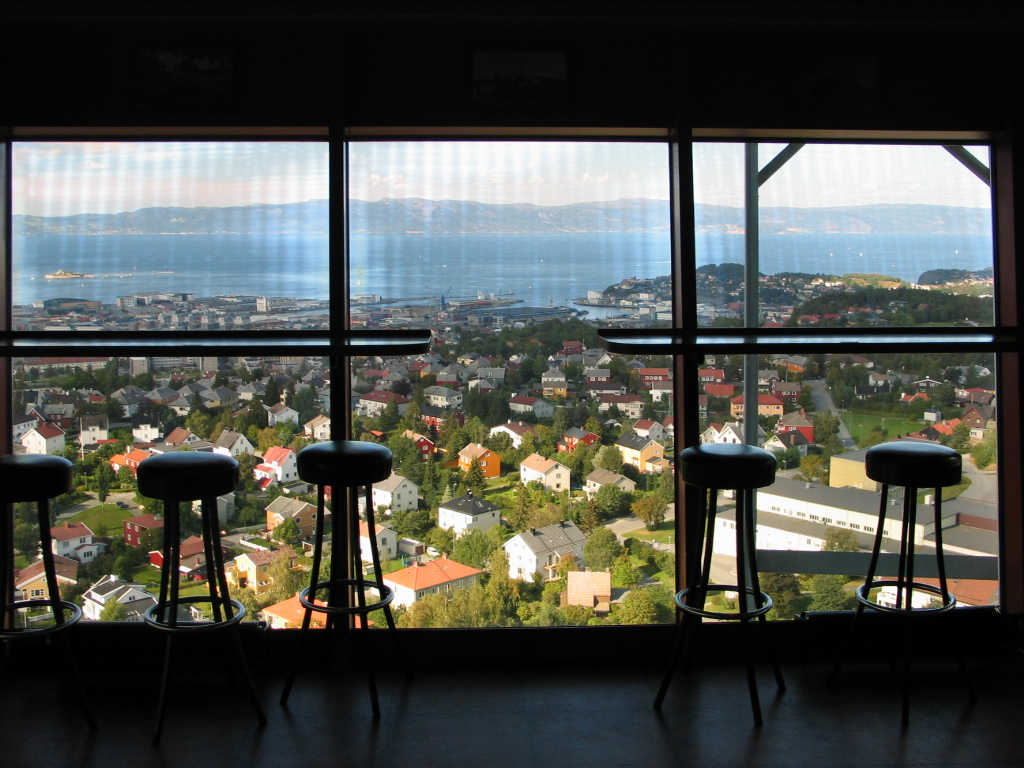
Vue depuis le restaurant.